# 李刚 (1972年)
李刚（1972年8月—），男，汉族，贵州安顺人，中华人民共和国政治人物。现任中共甘肃省委常委、省委组织部部长。

## 生平
毕业于北京大学历史学系世界史专业、中国近现代史专业。1999年8月，赴任贵州省人民政府发展研究中心主任科员。2000年，调任贵州省人民政府办公厅，历任综合处主任科员，秘书一处主任科员、副处长、处长。2008年3月，任贵州省人民政府副秘书长、办公厅党组成员。2012年，任中共贵州省委副秘书长（正厅长级），兼任贵州省人民政府研究室主任。2013年11月，改任中共贵州省委副秘书长、办公厅主任。2016年9月，任中共贵州省委副秘书长（正厅长级，分管常务工作）。
2017年1月，任中共六盘水市委副书记、六盘水市人民政府代市长，同年2月当选为市长。2018年，李刚被选为贵州省出席第十三届全国人民代表大会代表。2021年3月，任中共六盘水市委书记。
2023年1月，跨省升任甘肃省人民政府副省长、党组成员。2024年2月，任中共甘肃省委常委、组织部部长。